# 마리 가브리엘레 인 바이에른 여공작
마리 가브리엘레(독일어: Marie Gabrielle, 1878년 10월 9일 ~ 1912년 10월 24일)는 바이에른 공작부인이자 카를 테오도어 인 바이에른 공작과 그의 두 번째 부인 포르투갈 인판타 마리아 호세의 막내딸이었다. 그녀는 1900년에 루프레히트 폰 바이에른 왕세자와 결혼했지만 그가 왕세자가 되기 전에 사망했다. 그녀의 둘째 아들 알브레히트를 통해 마리 가브리엘레는 현재 바이에른 공작인 프란츠의 할머니였다.